# Národní festival polské písně v Opolí
Národní festival polské písně v Opolí (polsky Krajowy Festiwal Piosenki Polskiej w Opolu) je polský hudební festival, který se koná od roku 1963 každoročně v Opolí, obvykle v červnu (až na rok 2010, kdy se festival se konal v 10. – 12. září).
Festival se koná tradičně uvádí přehled dosažených úspěchů procházející sezóně (koncert SuperJedynki), prezentace premiérových kompozic (koncert Premiery), soutěž zábavních debutů (koncert Debiuty) a přehled kabaretů (Kabareton). Od svého vzniku je nejdůležitějším festivalem polské písně a těší se prestiži mezi domácími interprety.[zdroj?]
Až do roku 2005 se konal ve 3 dnech (pátek, sobota, neděle), v letech 2011—2012 dva dny (pátek a sobota). V letech 2013–2015 se festival znovu trval tři dny. V roce 2016 byl rozšířen o další den, pondělí. Čtvrtý den organizuje TVP Kultura a je věnován tzv. alternativní hudbě.
Součástí festivalu je také chodník slávy Aleja Gwiazd Festiwalu Polskiej Piosenki na náměstí Rynek, ve čtvrti Stare Miasto.